# Banános Joe
A Banános Joe vagy Banán Joe (eredeti cím: Banana Joe) 1982-ben bemutatott olasz–német filmvígjáték, melyet Steno rendezett, zenéjét Guido és Maurizio de Angelis szerezte. A főbb szerepekben Bud Spencer és Marina Langner látható.
Bár a pontos dél-amerikai helyszín nem derül ki a filmből, a forgatás Kolumbiában zajlott, többek közt Cartagenában (a kolumbiai zászló is feltűnik a háttérben, Puerto Grande pedig Bogotá városának felel meg). Kolumbiai filmesek ugyan nem vettek részt a film elkészítésében, de a rendező helyieket is bevont a munkálatokba. Némelyiküknek rövid szerep is jutott, mint pl. az amantidói gyerekeknek.
Olaszországban 1982. április 8-án mutatták be a mozikban. Magyarországon 1992. március 12-én adták ki VHS-en.

## Cselekmény
|  | Alább a cselekmény részletei következnek! |

Banános Joe nagydarab, joviális férfi, aki egy aprócska faluban, Amantidóban él, az egyik dél-amerikai köztársaságban, távol a civilizációtól. Barátságban van a helyi bennszülöttekkel, és banánkereskedelemmel foglalkozik, de balszerencséjére a helyi maffia rá akarja tenni  kezét az üzletre. 
Joe eldönti, hogy megszerzi a kereskedelem gyakorlásához szükséges összes hivatalos papírt, a városban viszont a legkülönbözőbb csapdák várnak rá. Kalandba bonyolódik egy énekesnővel, besorozzák a hadseregbe, ahonnan kénytelen rövid úton megszökni, utána pedig letartóztatják, mert dezertált. Hiába szerzi meg az áhított engedélyt, tíz évre börtönbe akarják csukni. Amikor mégis kegyelmet kap, azonnal visszatér Amantidóba, amely közben gyökeresen megváltozott – modern, korrupt maffiaközpont lett belőle.
Ezután Joe szétrombolja a faluban épült épületeket, kaszinókat. Végül a rendőrség azt a hírt kapja, hogy a maffiafőnök egy körözött bűnöző. A rendőrség elviszi a maffiafőnököt és Amantidóban iskola épül.
|  | Itt a vége a cselekmény részletezésének! |

## Szereplők
| Szerep                   | Színész              | Magyar hang                                  |
| ------------------------ | -------------------- | -------------------------------------------- |
| Banános Joe              | Bud Spencer          | Kránitz Lajos                                |
| Dorianne                 | Marina Langner       | Tallós Rita                                  |
| Manuel                   | Mario Scarpetta      | Jakab Csaba                                  |
| Torsillo                 | Gianfranco Barra     | Kristóf Tibor                                |
| Moreno                   | Enzo Garinei         | Sinkovits-Vitay András                       |
| Szabó                    | Gunther Philipp      | Antal László                                 |
| Martino őrmester         | Giorgio Bracardi     | Zágoni Zsolt                                 |
| Torsillo kamionsofőrje   | Nello Pazzafini      | Melis Gábor                                  |
| Rendőrkapitány           | Carlo Reali          | Cs. Németh Lajos                             |
| Pedro, rendőrtiszt       | Salvatore Basile     | Varga Tamás                                  |
| Ezredes                  | Eolo Capritti        | Kisfalussy Bálint                            |
| Bokszer, Torsillo embere | Giovanni Cianfriglia | Orosz István                                 |
| Torsillo emberei         | Benito Pacifico      | Balázsi Gyula                                |
| Torsillo emberei         | Sergio Smacchi       | Csuja Imre                                   |
| Torsillo emberei         | Marcello Verziera    | Imre István (1. hang) Orosz István (2. hang) |

A fenti magyar szinkron 1991-ben készült az InterCom Zrt. forgalmazásában.

## Érdekességek
- A filmben hallhatóak korábbi Bud Spencer-filmek zenéi. Elhangzik az I Wanna Believe c. sláger, Yvonne Wilkins dala (Marina Langner nem énekli a film során, mindössze tátog a bejátszott szám alatt).[forrás?]